# بطاقة الهوية الهولندية

بطاقة الهوية الهولندية الصادرة حتى 8 يونيو 2012

بطاقة الهوية الهولندية (بالهولندية: Nederlandse identiteitskaart)‏ هي وثيقة هوية رسمية غير إلزامية صادرة للمواطنين الهولنديين في الجزء الأوروبي من هولندا وبعض البعثات الدبلوماسية. لها أبعاد وهيكل مماثل للبطاقة المصرفية العادية.

## الاستخدام
يُطلب من جميع المواطنين الهولنديين الذين تتراوح أعمارهم بين 14 عاماً أن يكونوا قادرين على إبراز وثيقة هوية صالحة عندما تطلب الشرطة أو ضباط إنفاذ القانون الآخرون إثبات هويتهم. تُستخدم بطاقة الهوية بشكل شائع لهذا الغرض، ولكن يمكن استخدام وثائق هوية أخرى مثل جواز السفر أو رخصة القيادة بدلاً من ذلك.
تعد بطاقة الهوية الهولندية أيضًا وسيلة صالحة لتحديد الهوية الشخصية في عدد من البلدان خارج هولندا ويمكن استخدامها كوثيقة سفر في تلك البلدان بدلاً من جواز السفر الهولندي .

## معلومات الهوية
تتضمن بطاقة الهوية الهولندية المعلومات التالية حول حاملها والمستند (مع الحقول باللغتين الهولندية والإنجليزية):
- الجنسية ( هولندا )
- رقم المستند
- الاسم الكامل ، بما في ذلك اللقب وجميع الأسماء المعطاة
- صورة فوتوغرافية (مطبوعة ومعالجة إلى علامة مائية)
- تاريخ الميلاد
- مكان الميلاد
- ارتفاع
- النوع
- الرقم الشخصي
- السلطة (السلطة التي أصدرت بطاقة الهوية المعنية، وعادة ما يكون عمدة بلدية الإقامة، على سبيل المثال "Burgemeester van Utrecht")
- تاريخ المسألة
- تاريخ انتهاء الصلاحية (عادة 10 سنوات بعد تاريخ الإصدار للبالغين ، 5 سنوات للقصر)
- إمضاء
- تبدأ المنطقة المقروءة آلياً في المؤخرة بـ I <NLD

اعتباراً من 26 أغسطس 2006، كانت بطاقات الهوية الصادرة حديثاً مزودة بشريحة تحتوي على المعلومات المذكورة. منذ مايو 2016، لم تعد بطاقة الهوية تحتوي على بصمات أصحابها. تم تضمين الشريحة بسبب اللوائح الأوروبية.

## صلاحية
بطاقة الهوية الهولندية هي وثيقة سفر صالحة في جميع أنحاء أوروبا (باستثناء بيلاروسيا وروسيا وأوكرانيا والمملكة المتحدة) بالإضافة إلى جورجيا ومونتسيرات (بحد أقصى 14 يوماً) وتركيا وفي جولات منظمة إلى تونس.
تعتمد الصلاحية في دول الاتحاد الأوروبي / الرابطة الأوروبية للتجارة الحرة على العضوية في الاتحاد الأوروبي، بينما تستند الصلاحية في تركيا إلى "الاتفاقية الأوروبية بشأن اللوائح التي تحكم حركة الأشخاص بين الدول الأعضاء في مجلس أوروبا".
نظراً لأن الوثيقة معرّفة في قانون جواز السفر الهولندي (Paspoortwet) على أنها "وثيقة سفر للجزء الأوروبي من هولندا" بدلاً من "وثيقة سفر للمملكة"، لم يتم إصدار بطاقة الهوية هذه أو سارية في جزر الأنتيل الصغرى أو جزر أس أس أس .
عادة ما تكون بطاقة الهوية صالحة لمدة 10 سنوات للبالغين و 5 سنوات للقصر.

## بطاقة الهوية الأوروبية

بطاقة الهوية الأوروبية الصادرة حتى 1 أكتوبر 2001

قبل تقديم بطاقة الهوية الهولندية (1 أكتوبر 2001) بصيغة بطاقة الائتمان، تم إصدار بطاقة هوية أوروبية بصيغة ID2. كانت هذه البطاقة قابلة للقراءة آلياً أيضاً وكانت صالحة لنفس مجموعة البلدان (ولكن ليس لـ 11 من أصل 12 دولة من دول الاتحاد الأوروبي التي انضمت في عامي 2004 و2007 ). احتوت البطاقة أيضاً على معلومات عن عنوان حاملها وتحتوي على حقول باللغات الإنجليزية والهولندية والفرنسية. بعد إدخال بطاقة الهوية الهولندية، ظلت بطاقات الهوية الأوروبية الحالية سارية المفعول حتى انتهاء صلاحيتها.